# The Uninvited (filme de 2024)
The Uninvited é um filme de comédia dramática norte-americano de 2024, escrito e dirigido por Nadia Conners.
O filme estreou em 2024, no festival de cinema South by Southwest. A trama gira em torno de um estranho que invade uma festa, o que leva a uma série de erros cômicos e a uma reorganização da vida.
O elenco inclui Pedro Pascal, Lois Smith, Elizabeth Reaser, Walton Goggins, Eva De Dominici e Rufus Sewell. É o primeiro longa narrativo da escritora e diretora Nadia Conners.

## Sinopse
Ambientado em uma noite tensa na casa da atriz - e, agora, dona de casa relutante - Rose (Elizabeth Reaser) e seu marido e agente Sammy (Walton Goggins), The Uninvited é uma crítica afiada aos vieses de idade e gênero em Hollywood. Enquanto eles oferecem uma pequena festa para impressionar um cliente importante (Rufus Sewell), as tensões fervilham por trás da fachada glamourosa, revelando pressões de carreira, envelhecimento e identidade. Quando uma mulher idosa (Lois Smith) chega inesperadamente, alegando que a casa já foi dela, sua presença força Rose e Sammy a confrontar as regras tácitas da indústria sobre quem pertence — e quem não é mais bem-vindo. A visão do filme por dentro de Hollywood oferece um olhar sarcástico e introspectivo sobre o preço de "jogar o jogo" em uma indústria obcecada por jovens.

## Elenco
- Walton Goggins como Sammy, agente de Hollywood e marido de Rose
- Elizabeth Reaser como Rose, famosa atriz de teatro que se tornou dona de casa em Hollywood e esposa de Sammy
- Rufus Sewell como Gerald, importante cliente de Sammy que chega drogado
- Pedro Pascal como Lucian, uma estrela de Hollywood
- Eva De Dominici como Delia, ingênua
- Lois Smith como Helen, a idosa confusa que alega morar na casa do casal

## Recepção
O filme recebeu críticas positivas e atualmente conta com 100% de aprovação no site de agregação de críticas de filmes Rotten Tomatoes. As atuações foram amplamente elogiadas, especialmente Reaser e Smith, cuja dinâmica na tela fornece grande parte do peso emocional, nuance e sutil poder do filme. Goggins e Pascal também entregam atuações fortes, com Goggins se destacando como o estressado e moralmente conflituoso Sammy.
Os críticos apreciaram o estilo visual do filme e a maneira como ele usa seu cenário — uma grande casa de Hollywood — para criar uma sensação de intimidade e desconforto. A diretora Nadia Conners é elogiada por manter uma tensão intrigante ao longo do filme, por um estudo afiado dos personagens e pela exploração do envelhecimento, dos papéis de gênero e da superficialidade de Hollywood.
O filme ganhou o prêmio de Melhor Filme Dramático no Festival Internacional de Cinema de San Diego de 2024.

## Lançamento
O filme teve sua estreia mundial no South by Southwest, em 11 de março de 2024. O lançamento nos Estados Unidos está previsto para 11 de abril de 2025. Ainda sem data de estreia no Brasil.

## Links externos
- The Uninvited. no IMDb.